# Count Basie Orchestra
La Count Basie Orchestra è una big band il cui organico può includere dai 16 ai 18 elementi ed è una delle formazioni più celebri dell'epoca swing, periodo nel quale questo genere suonato prevalentemente dalle big band, era il più ascoltato e popolare negli USA.  L'orchestra si è anche fregiata di importanti collaborazioni con cantanti quali Frank Sinatra, Ella Fitzgerald e Billy Eckstine. Fondata e diretta dal pianista Count Basie, continua tuttora dopo la sua morte, avvenuta nel 1984, ad essere attiva sotto la guida di celebri musicisti che ne fecero parte nel periodo d'oro.

## Origini
La Count Basie Orchestra ha origine nel 1935, anno in cui William Allen Basie, che proprio in questo periodo assunse il soprannome di "Count", il Conte, seguendo l'esempio di "Duke" Ellington e di Earl Hines, forma il gruppo Barons of Rhythm insieme con Buster Smith, Jo Jones, Walter Page, Freddie Green e in seguito Lester Young. La trasmissione per radio della musica del gruppo, nel 1936, portò a contratti con un'agenzia di spettacoli nazionale e con la casa discografica Decca Records. Il contratto si fece più importante e nel giro di un anno la Count Basie Orchestra, come ormai si era chiamata, diventò una delle principali big band dell'era dello swing. Tra i solisti si distinguevano Young, Hershel Evans e Jack Washington (sax), Buck Clayton e Harry "Sweets" Edison (trombe), Vic Dickenson e Dickie Wells (tromboni); cuore della band era la sezione ritmica, forse la più famosa nella storia delle big band, che comprendeva Jo Jones alla batteria, Walter Page al basso, Freddie Green alla chitarra e lo stesso Basie al piano. Suonò al Grand Terrace a Chicago e al Roseland di New York per poi tornare a Chicago, al Ritz Carlton Hotel e infine ancora a New York, nel piccolo club Famous Door.
Alla fine degli anni trenta, la band aveva acquisito fama internazionale con pezzi come One o'clock jump (1937), Jumpin' at the Woodside (1938) e Taxi War Dance (1939).
Nel 1939 passò dalla Decca alla Columbia, e si spostò sulla Costa Ovest, dove ebbe modo di apparire, insieme alla sua band, in cinque film usciti a poco tempo l'uno dall'altro, nel 1943: Hit Parade of 1943, Reveille with Beverly, Stage Door Canteen, Top Man e Crazy House.

## Lo scioglimento e la ricostruzione
Tuttavia, nel 1950 la popolarità della band era in declino e problemi finanziari costrinsero Basie a scioglierla (come furono costrette allo scioglimento tutte le grandi orchestre del tempo, all'infuori di quella di Duke Ellington). Per i seguenti due anni diresse un gruppo con un numero di componenti variabile tra sei e nove; tra i suoi compagni c'erano Clark Terry, Wardell Gray, Buddy DeFranco, Serge Chaloff e Buddy Rich. Una vera e propria band Basie la rimise in piedi nel 1952, con l'aiuto del cantante e suo grande amico Billy Eckstine (per la cui orchestra scriveva gli arrangiamenti a metà degli anni quaranta). In seguito a numerose registrazioni, in studio e dal vivo, Count Basie divenne un punto di riferimento del jazz e la sua band una sorta di istituzione e scuola per giovani musicisti, come Frank Foster, Frank Wess, Eric Dixon, Eddie "Lockjaw" Davis (sax), Thad Jones, Joe Newman, Sam Noto (trombe), Al Grey e Jimmy Cleveland (trombone), Sonny Payne (batteria).
Nel 1954 compì il primo tour in Europa, arrivando anche in Scandinavia: il cantante della band in questo giro europeo era Billy Eckstine (col quale nel 1959 avrebbe registrato un disco considerato uno classico nell'ambito della storia del jazz, canto e big band: "Basie and Eckstine Inc.", che si avvale degli arrangiamenti di Quincy Jones). L'orchestra continua ad essere attiva anche dopo la morte di Count Basie, avvenuta nel 1984 a seguito di un infarto cardiaco, e diretta da alcuni dei più importanti musicisti che ne fecero parte come i già citati Eric Dixon, Thad Jones e Frank Foster. Uno degli ultimi lavori è la partecipazione al disco Ray Sings, Basie Swings del 2006 di Ray Charles e pubblicato postumo.